# Sigar Penjalin
Sigar Penjalin is een bestuurslaag in het regentschap Noord-Lombok van de provincie West-Nusa Tenggara, Indonesië. Sigar Penjalin telt 7882 inwoners (volkstelling 2010).